# (487761) Frankbrandner
(487761) Frankbrandner ist ein Asteroid des Hauptgürtels, der am 26. Oktober 2011 vom Pan-STARRS-1-Teleskop auf Hawaii entdeckt wurde.

## Entdeckung
Der Asteroid trug die provisorische Bezeichnung 2011 UF246 und erhielt später die offizielle Nummer (487761). Zusätzliche Beobachtungen unter den Bezeichnungen 2011 WC11, 2013 CK167 und 2015 RX194 bestätigten seine Bahn.
Der Asteroid wurde nach Frank Brandner (1961–2014) benannt, einem deutschen Lehrer und Fotografen am Otto-Schott-Gymnasium in Jena. Brandner förderte das Interesse seiner Schüler an der Astronomie, was zur Entdeckung von Kleinplaneten führte. Der Name wurde von C. Liefke und Schülern des Otto-Schott-Gymnasiums vorgeschlagen. Die offizielle Benennung wurde am 3. Juni 2020 in der Minor Planet Circular 123453 veröffentlicht.

## Umlaufbahn und physikalische Eigenschaften
(487761) Frankbrandner gehört zum Hauptgürtel der Asteroiden. Seine Umlaufbahn ist durch folgende Parameter gekennzeichnet:
- Perihel (sonnennächster Punkt): 2,5941 AE
- Aphel (sonnenfernster Punkt): 2,7812 AE
- Umlaufzeit: 4,4 Jahre
- Mittlere Anomalie: 64,61510°
- Argument des Perihels: 256,64258°
- Länge des aufsteigenden Knotens: 67,9091°

Der Asteroid hat eine absolute Helligkeit von 17,68 mag. Weitere physikalische Eigenschaften wie Durchmesser, Rotationsperiode und Albedo sind derzeit nicht bekannt.

## Beobachtungshistorie
Der Asteroid wurde insgesamt 132 Mal beobachtet, wobei die erste verwendete Opposition aus dem Jahr 2004 stammt. Die letzten bestätigten Beobachtungen stammen aus dem Jahr 2024. Die Entdeckung wurde durch verschiedene astronomische Projekte wie Pan-STARRS, das Steward Observatory und das Mt. Lemmon Survey verifiziert.